# 榊原拓紀
榊原 拓紀 (さかきばら ひろき、1987年 - )は、日本の弁護士(第二東京弁護士会)。
オリンパス、フジ・メディア・ホールディングスの内部告発者として知られる。

## 経歴・人物
東京都出身。筑波大学附属駒場高等学校を経て、2010年東京大学法学部卒業。2012年東京大学法科大学院修了。2013年弁護士登録(第66期)。
西村あさひ法律事務所等を経て、2016年オリンパス入社。
2018年1月、オリンパス深圳工場での贈賄疑惑を究明しようとした幹部社員が左遷されたのは公益通報者保護法に違反し、これに非を鳴らした榊原氏が会社のメールサーバーにアクセスできなくされたのはパワーハラスメントであるなどとして、オリンパスと法務部長、人事部長を相手取って、パワハラと公益通報者保護法違反で東京地裁に訴えを起こした。これに対してオリンパスは4月11日、榊原氏に自宅謹慎の懲戒処分を下した。
2018年11月21日には、東京都千代田区の外国特派員協会で記者会見を行った。記者会見を受け、オリンパス株は大幅に下落、オリンパスは予定していた普通社債の発行を見送った。
2023年3月19日、所属していたポニーキャニオンのインハウスロイヤーとして、同社の内部監査室に内部通報を行っていたことがネットメディア「ストイカ」で明らかとなった。記事上では、親会社であるフジ・メディア・ホールディングスの調査チームからヒアリングを受けたことが明らかになっている。